# Vanellus armatus
Vanellus armatus là một loài chim trong họ Charadriidae.

## Gallery

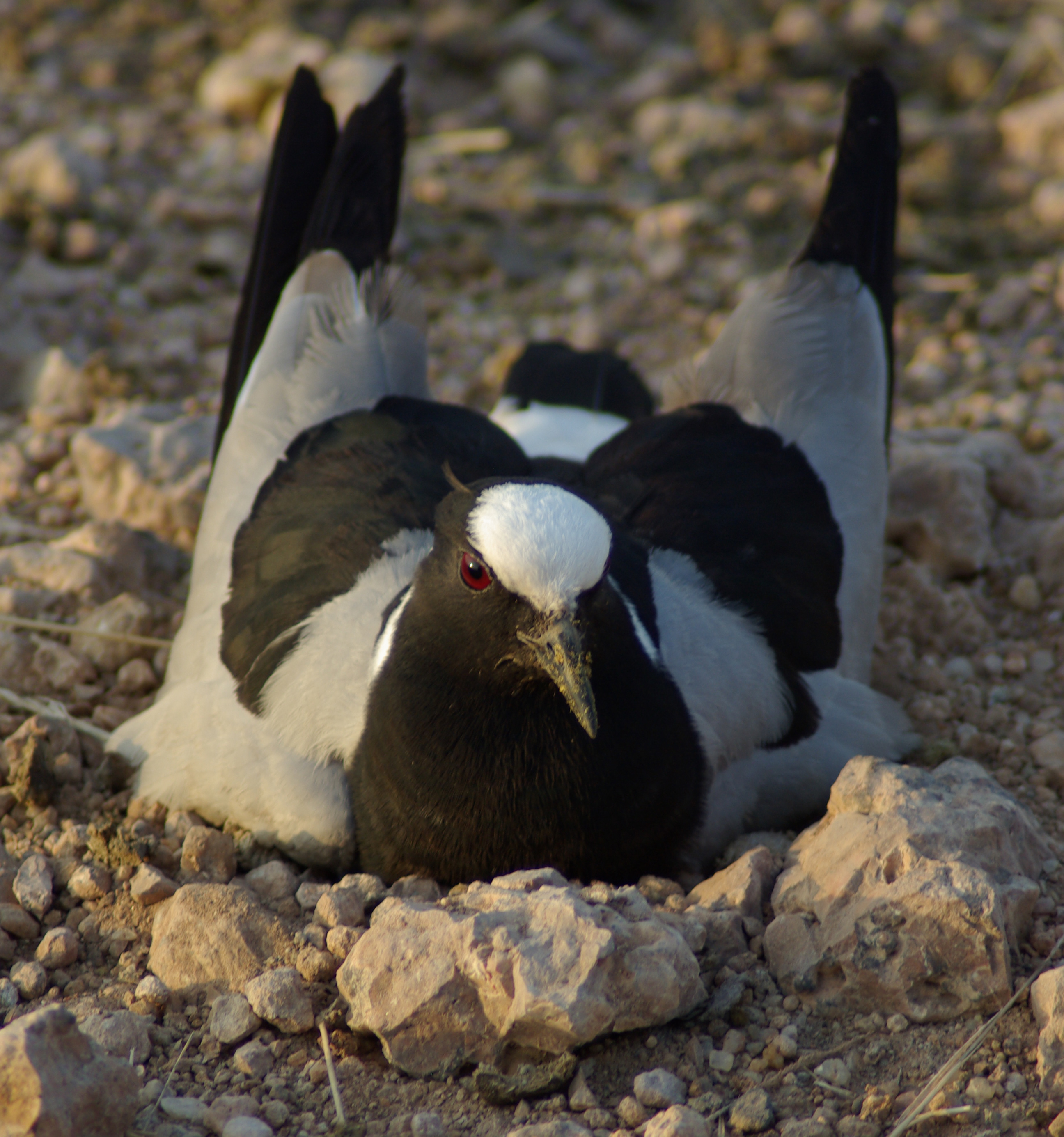
Nesting in a road in Kenya
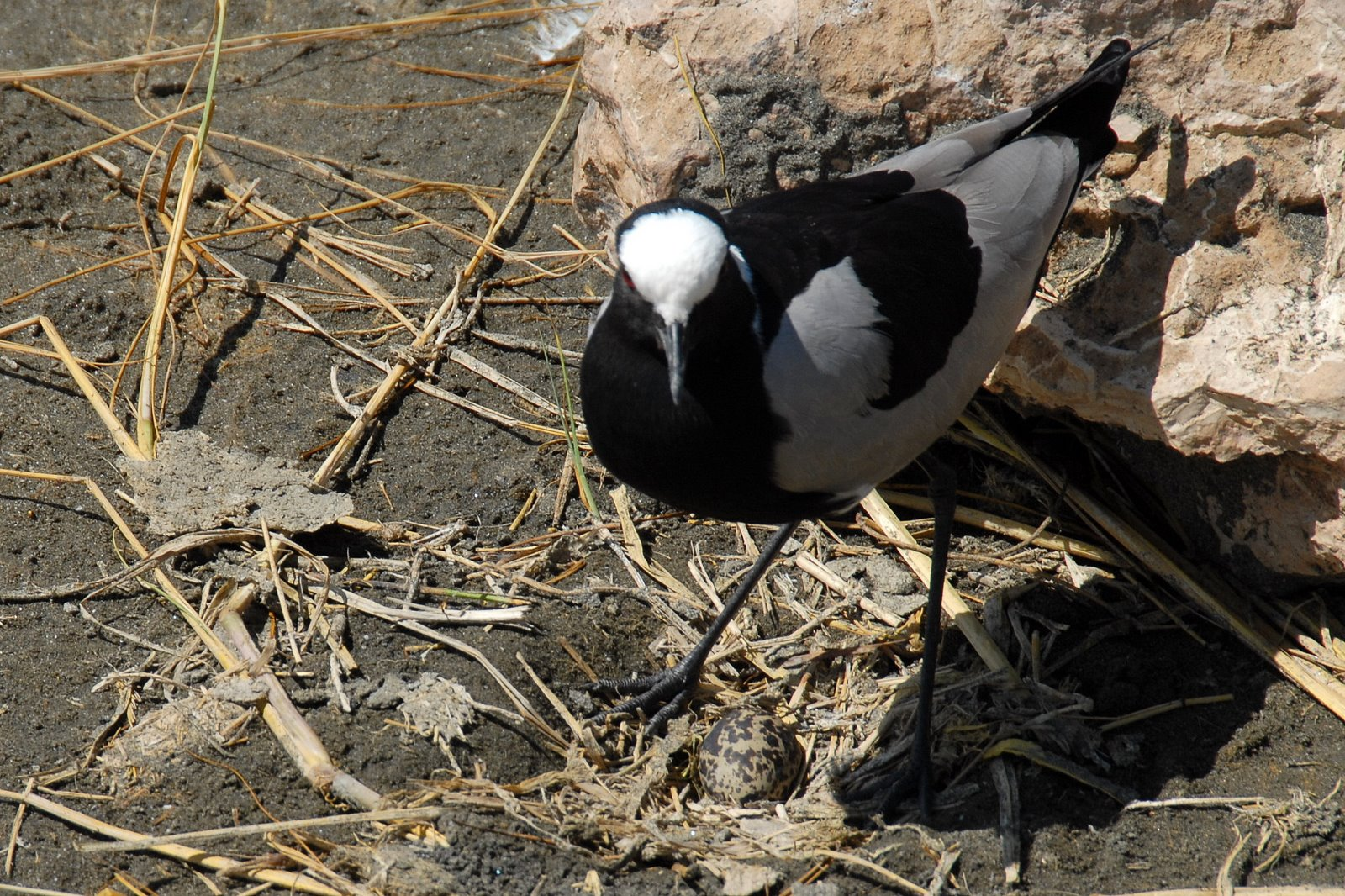
Adult, nest and egg in Tanzania
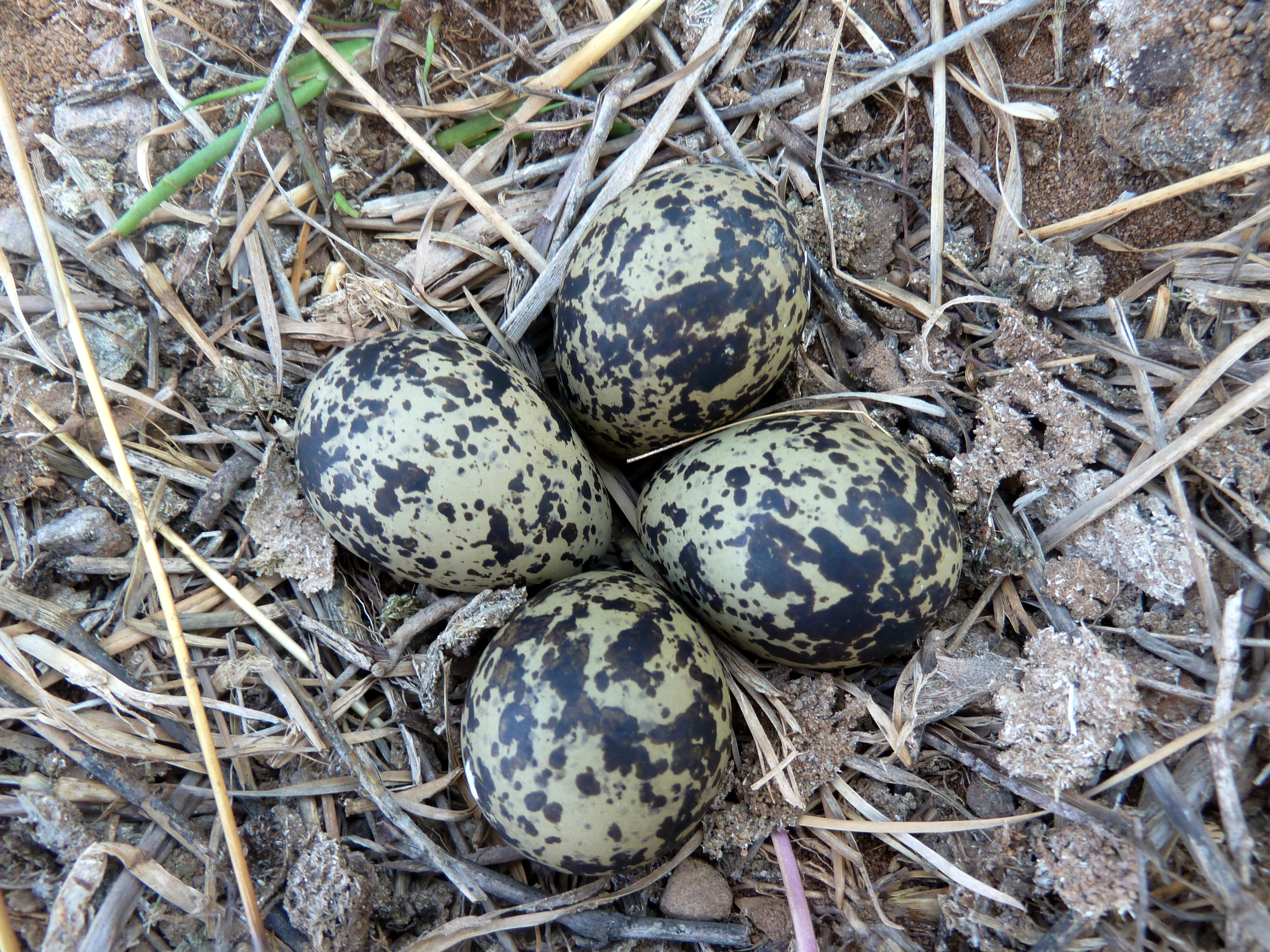
Clutch near freshwater shoreline
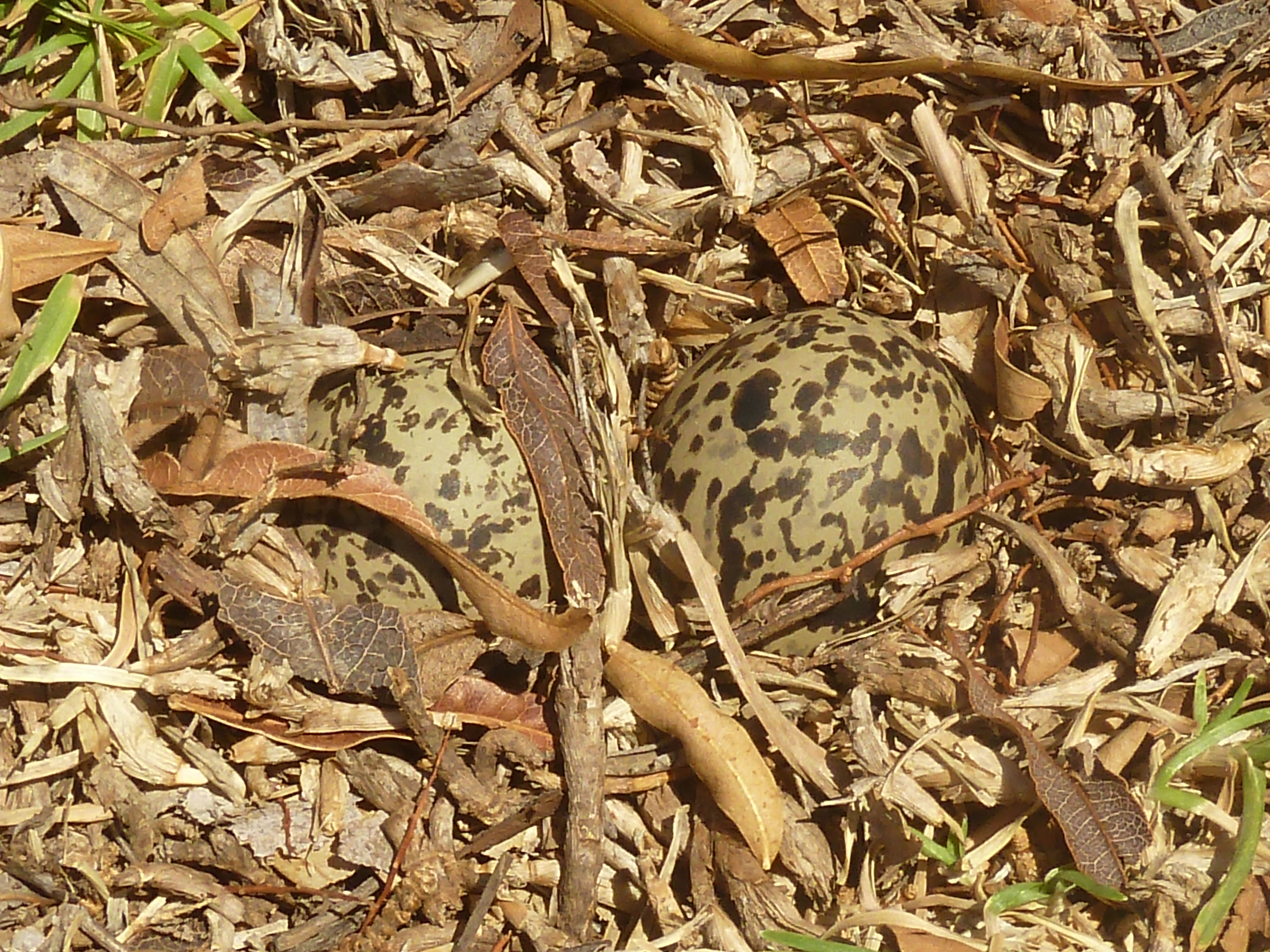
Clutch covered with plant debris in a garden
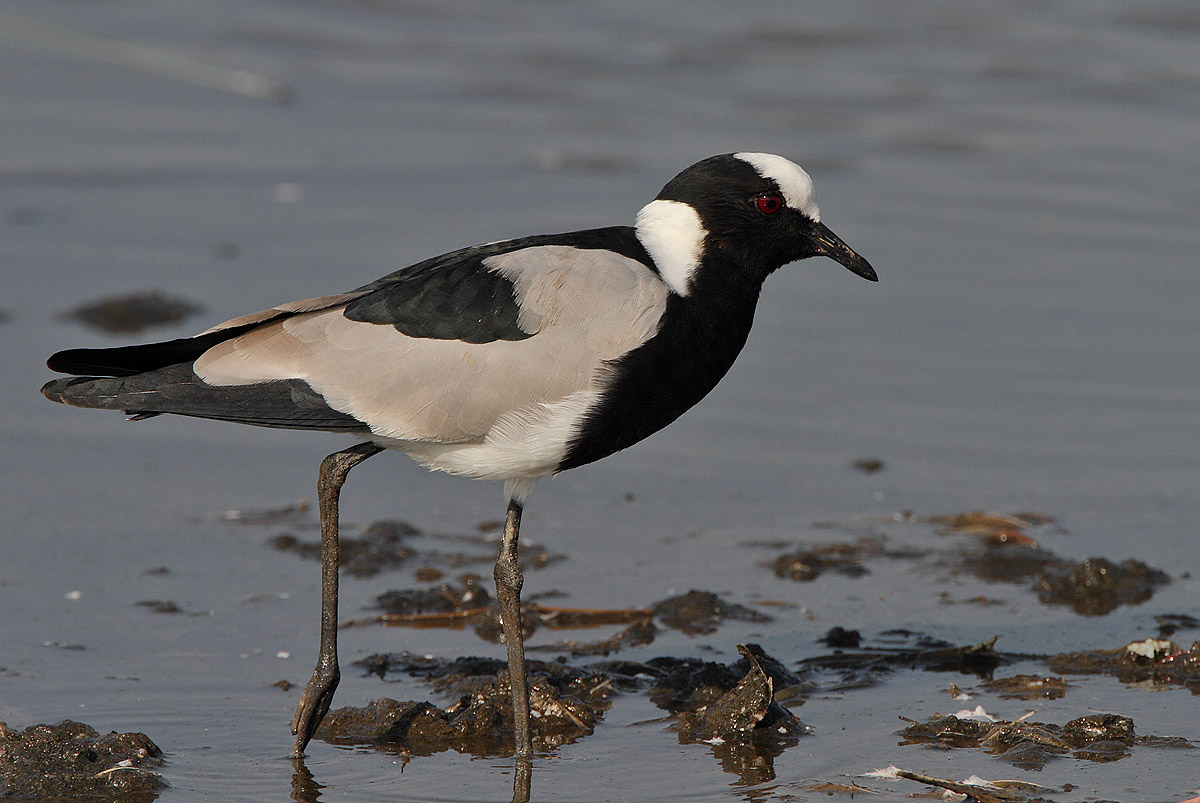
Foraging at Lake Nakuru, Kenya
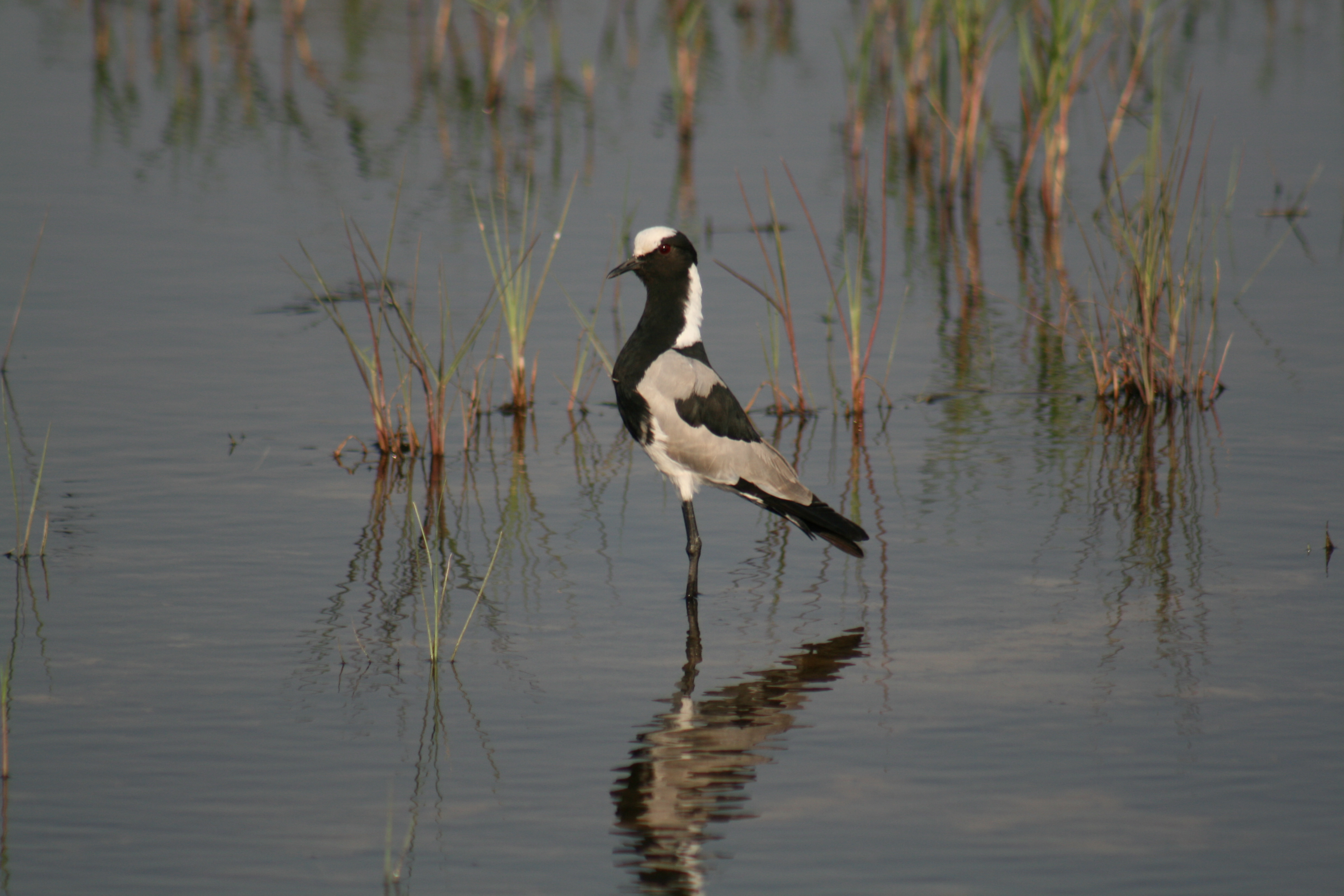
In the Okavango Delta, Botswana
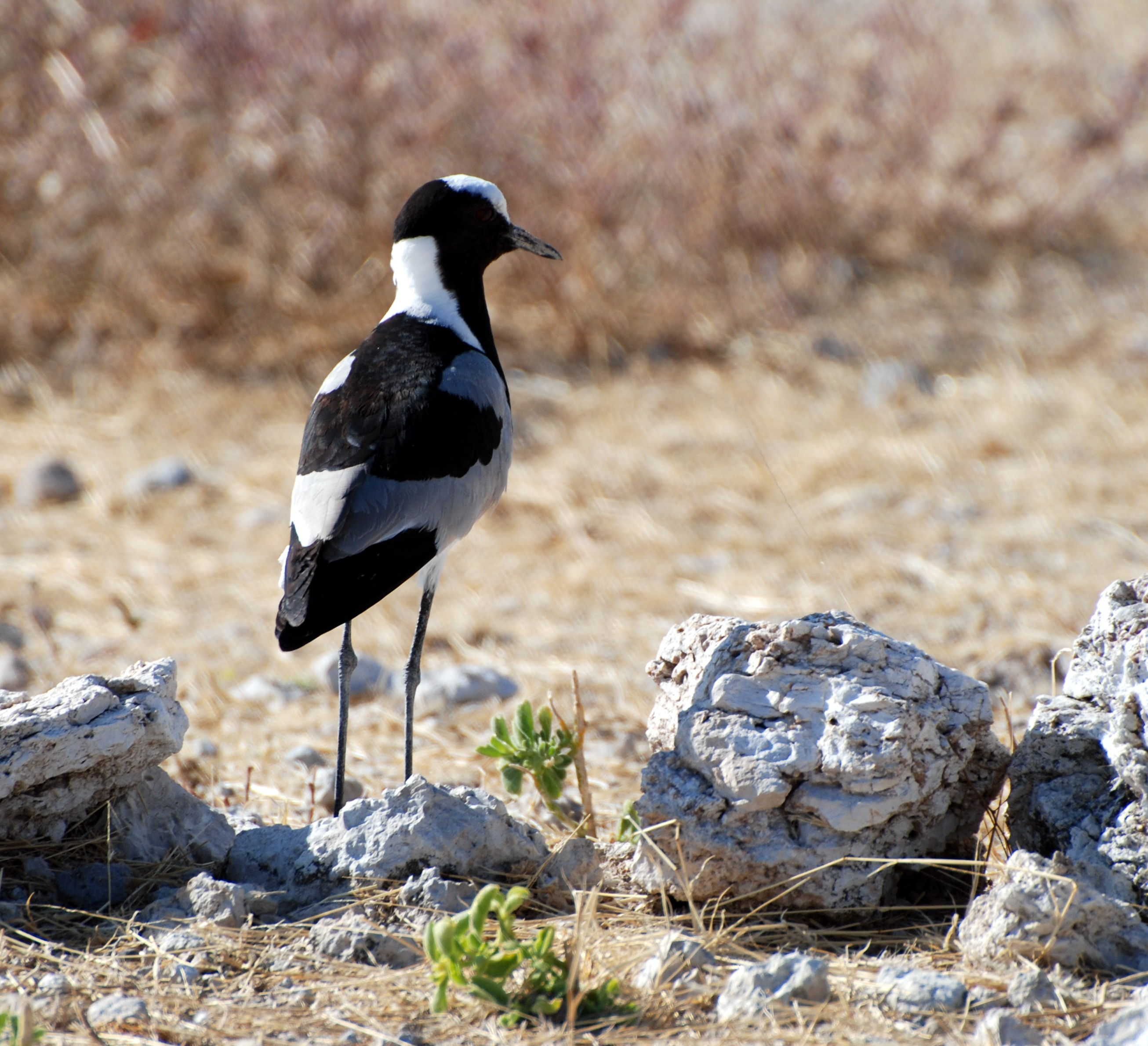
At Etosha pan, Namibia
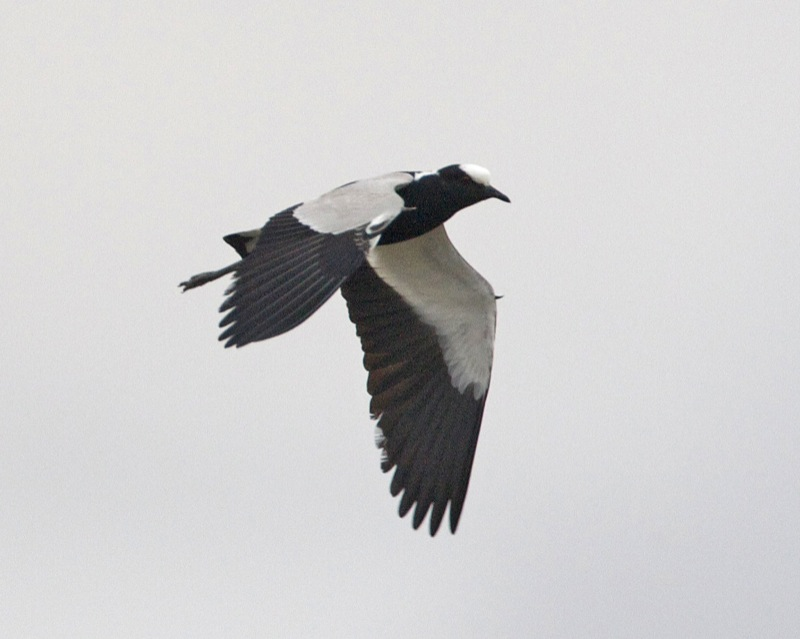
In flight, showing wing spurs